# فلنجر
فلنجر أو كسكوس ( من اليونانية phalangion أي شبكة العنكبوت أو نسيج العنكبوت ) (الاسم العلمي Phalanger)، جنس حيوانات لبونة من الجرابيات الشاجرات. وفصيلة الفلنجريات. أنواعه المعروفة 14 موطنها أستراليا وغينيا الجديدة. تألف الغابات الباسقة الأشجار. قوتها الأوراق والأزهار والثمار والعصافير وبيضها والحشرات. ترقد في النهار في قن الأشجار الرفيعة وتسرح في الليل في طلب القوت وتنتقل بين الأشجار تحليقًا في الفضاء. أجسامها قريبة الشبه من السنور. رؤوسها شبه مخروطية الشكل. آذانها صغيرة. قوائمها خماسية الأصابع. أغشيتها الجناحية تمتد من الزور إلى رؤوس الأفخاذ. أذنابها مستطيلة أخاذة. أثوابها مبقجة ومبلقة. إناثها رباعية الأخلاف.